# World Series of Poker: Tournament of Champions
World Series of Poker: Tournament of Champions è un videogioco basato sul popolare evento di poker sportivo World Series of Poker. Il titolo è stato reso disponibile per numerose console: Xbox 360, PlayStation 2, Wii e PlayStation Portable, oltre che per Windows. È il seguito del videogioco World Series of Poker.
Il 25 settembre 2007 è stato pubblicato World Series of Poker 2008: Battle for the Bracelets, terzo titolo della serie.